# Palthis phocionalis
Palthis phocionalis är en fjärilsart som beskrevs av Walker 1858. Palthis phocionalis ingår i släktet Palthis och familjen nattflyn. Inga underarter finns listade i Catalogue of Life.